# 德下站
德下站（：／ Deokha yeok */?）是廣域電鐵東海線沿線的一座鐵路車站，位於韓國蔚山廣域市蔚州郡青良邑上南里。

## 車站結構
站體為2面5線雙島式月台的地面車站，內側月台設有月台幕門，最外側設有一條貨運軌道。

### 月台配置
| ↑ 望陽          |
| １２ \| ３４ \| |
| 開雲浦 ↓        |

| 月台 | 路線            | 目的地                   |
| ---- | --------------- | ------------------------ |
| 1    | 不使用          |                          |
| 2    | ●广域电铁东海线 | 太和江方向               |
| 3    | ●广域电铁东海线 | 佐川、新海雲臺、釜田方向 |
| 4    | 不使用          |                          |

## 歷史
- 1935年12月16日：落成啟用。
- 2016年12月30日：東海南部線编入东海本线，並迁至距起点站（釜山鎮站）62.0公里处[1][2]。
- 2021年8月26日：迁至距起点站（釜山镇站）61.1公里处[3]。
- 2021年12月28日：鐵路複線电气化工程完工，廣域電鐵東海線開始運行，同時無窮花號列車停駛。

## 相鄰車站
韓國鐵道公社
●广域电铁东海线
望陽（K129）－德下（K130）－開雲浦（K131）